# Belvedère (architectuur)

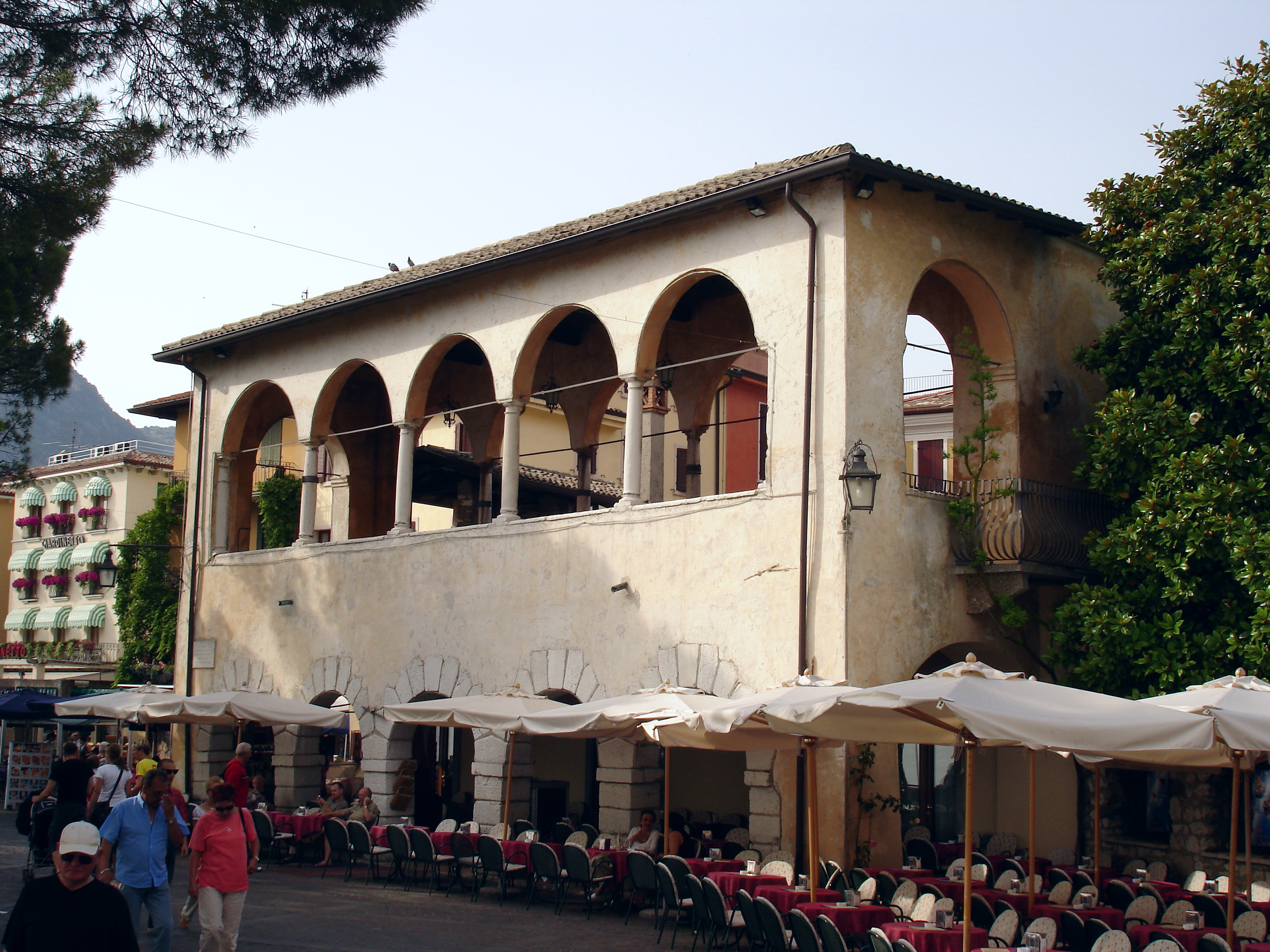
Belvedere in de stad Garda, Italië.

Belvedère is een architecturale term uit het Italiaans (belvedere zonder accent, met klemtoon op -de-), en betekent letterlijk "mooi uitzicht". Deze term slaat op een architecturale structuur die gebruikmaakt van een mooi uitzicht. Een belvedère kan gebouwd worden boven aan een gebouw om zo een beter uitzicht te krijgen. Het kan verschillende vormen aannemen:
- een toren (zie: Belvédère (Oranjewoud))
- een open gaanderij
- paleizen met zicht op een stad, zoals Slot Belvedere in Wenen of Kasteel Belvedere in Laken.